# Première Nation de Lac Seul
La Première Nation de Lac Seul est une bande indienne de la Première Nation des Ojibwés située sur les rives sud-est du lac Seul à 56 km au nord-est de la ville de Dryden en Ontario au Canada. Elle est signataire du Traité 3 et est un membre de l'Independent First Nations Alliance et de la Nishnawbe Aski Nation. Elle a une population enregistrée de 2 837 membres dont 774 vivaient sur la réserve en 2008. La Première Nation de Lac Seul possède la réserve de Lac Seul 28, appelée Obishikokaang en ojibwé, couvrant une superficie de 26 821 hectares.

## Annexe